# Eldar Rønning
Eldar Rønning (Levanger, 11 giugno 1982) è un ex fondista norvegese.

## Biografia
In Coppa del Mondo ha esordito il 12 gennaio 2003 nella 30 km a tecnica classica di Otepää (44º) e ha ottenuto la prima vittoria, nonché primo podio, il 12 febbraio 2005 nella sprint a tecnica classica di Reit im Winkl.
In carriera ha preso parte a due edizioni dei Giochi olimpici invernali, Vancouver 2010 (36° nell'inseguimento) e Soči 2014 (12° nella 15 km, 4° nella staffetta), e a cinque dei campionati mondiali, vincendo sei medaglie.
Nel 2015 è stato premiato con la Medaglia Holmenkollen.

## Palmarès

### Mondiali
- 6 medaglie:
  - 4 ori (staffetta a Sapporo 2007; staffetta a Liberec 2009; staffetta a Oslo 2011; staffetta a Val di Fiemme 2013).
  - 1 argento (15 km a Oslo 2011)
  - 1 bronzo (sprint a Sapporo 2007)

### Coppa del Mondo
- Miglior piazzamento in classifica generale: 3º nel 2007
- 34 podi (15 individuali, 20 a squadre):
  - 15 vittorie (7 individuali, 8 a squadre)
  - 9 secondi posti (3 individuali, 6 a squadre)
  - 10 terzi posti (5 individuali, 5 a squadre)

#### Coppa del Mondo - vittorie
| Data             | Luogo                | Paese     | Disciplina                                                                |
| ---------------- | -------------------- | --------- | ------------------------------------------------------------------------- |
| 13 febbraio 2005 | Reit im Winkl        | Germania  | Sprint TC                                                                 |
| 18 dicembre 2005 | Canmore              | Canada    | Sprint a squadre TC (con Jens Arne Svartedal)                             |
| 28 ottobre 2006  | Düsseldorf           | Germania  | Sprint TL                                                                 |
| 26 novembre 2006 | Kuusamo              | Finlandia | 15 km TC                                                                  |
| 13 dicembre 2006 | Cogne                | Italia    | 15 km TC                                                                  |
| 10 febbraio 2008 | Otepää               | Estonia   | Sprint TC                                                                 |
| 23 novembre 2008 | Gällivare            | Svezia    | 4x10 km (con Martin Johnsrud Sundby, Tore Ruud Hofstad e Petter Northug)  |
| 22 novembre 2009 | Beitostølen          | Norvegia  | 4x10 km (con Martin Johnsrud Sundby, Ronny André Hafsås e Petter Northug) |
| 22 gennaio 2011  | Otepää               | Estonia   | 15 km TC                                                                  |
| 20 novembre 2011 | Sjusjøen             | Norvegia  | 4x10 km (con Finn Hågen Krogh, Lars Berger e Petter Northug)              |
| 12 febbraio 2012 | Nové Město na Moravě | Rep. Ceca | 4x10 km (con Niklas Dyrhaug, Martin Johnsrud Sundby e Petter Northug)     |
| 10 marzo 2012    | Oslo                 | Norvegia  | 50 km TC MS                                                               |
| 23 novembre 2012 | Gällivare            | Svezia    | 4x7,5 km (con Martin Johnsrud Sundby, Sjur Røthe e Petter Northug)        |
| 20 gennaio 2013  | La Clusaz            | Francia   | 4x7,5 km (con Didrik Tønseth, Martin Johnsrud Sundby e Sjur Røthe)        |
| 22 dicembre 2013 | Asiago               | Italia    | Sprint a squadre TC (con Ola Vigen Hattestad)                             |

Legenda:

TC = tecnica classica

TL = tecnica libera

MS = partenza in linea

#### Coppa del Mondo - competizioni intermedie
- 9 podi di tappa:
  - 4 vittorie
  - 4 secondi posti
  - 1 terzo posto

##### Coppa del Mondo - vittorie di tappa
| Data           | Località      | Nazione  | Competizione | Specialità  |
| -------------- | ------------- | -------- | ------------ | ----------- |
| 6 gennaio 2007 | Val di Fiemme | Italia   | Tour de Ski  | 30 km TC MS |
| 3 gennaio 2010 | Oberhof       | Germania | Tour de Ski  | Sprint TC   |
| 7 gennaio 2012 | Val di Fiemme | Italia   | Tour de Ski  | 20 km TC MS |
| 23 marzo 2013  | Falun         | Svezia   | Finali       | 15 km TC MS |

Legenda:

TC = tecnica classica

TL = tecnica libera

MS = partenza in linea

### Campionati norvegesi
- 4 medaglie:
  - 2 argenti (sprint TC nel 2008; 50 km TC nel 2012)
  - 2 bronzi (50 km TC nel 2007; 15 km TC nel 2009)